# شبكة الشيباني
شبكة الشيباني هي شبكة تهريب عراقية ومجموعة شيعية متمردة بقيادة أبو مصطفى الشيباني، القائد السابق لمنظمة بدر التابعة للمجلس الأعلى الإسلامي العراقي. وأصبح رجال ميليشيا منظمة بدر وخطوط إمدادها معروفين بشكل جماعي باسم "شبكة الشيباني"، التي حافظت على روابط مع عصائب أهل الحق وكتائب حزب الله. ويُعتقد أن هذه المجموعة تُستخدم من قبل فيلق القدس التابع للحرس الثوري الإيراني لتزويد المجموعات الخاصة العراقية بالإمدادات. ويُزعم أن المجموعة مسؤولة عن العديد من الهجمات على القوات العراقية وقوات التحالف. في عام 2009، اعتقد معهد إنتربرايز الأمريكي أن الشبكة تتكون من 280 عضوًا ومقسمة إلى 17 وحدة. وقدر القادة العسكريين الأمريكيين أن الأسلحة التي تم تهريبها واستخدامها من قبل الجماعة كانت مسؤولة عن مقتل 170 جندي أمريكي وإصابة 600 جندي بحلول فبراير 2007. بالابتداء من فبراير 2013، زعمت تقارير من صحيفتي المصالحة والكتابات العراقيتين أن انقسامات ظهرت داخل كتائب حزب الله، مما أدى إلى طرد الشيباني من قيادتها. وفي مايو 2013، أسس الشيباني كتائب سيد الشهداء، لكنه تقاعد من منصبه كزعيم في عام 2014 عندما أصبح مستشارًا لوزير الداخلية العراقي محمد الغبان.